# Walford (Shropshire)
Pour les articles homonymes, voir Walford.
Walford est un village du Shropshire, en Angleterre.